# The Blotted Brand

The Blotted Brand est un film muet américain réalisé par Allan Dwan et sorti en 1911.

## Fiche technique
- Réalisation : Allan Dwan
- Date de sortie : États-Unis : 21 août 1911

## Distribution
- J. Warren Kerrigan : Oliver Thompson
- Pauline Bush : Bessie Hitchcock